# Гаврил Зафиров
Гаврил (Гоце) Зафиров или Замфиров е български революционер, деец на Вътрешната македоно-одринска революционна организация.

## Биография
Гаврил Зафиров е роден през 1894 година в щипското село Преод, тогава в Османската империя. Присъединява се към ВМОРО и от 1911 година е четник в четата на Кръстьо Лазаров.
При избухването на Балканската война в 1912 година е доброволец в Македоно-одринското опълчение и служи в четата на Тодор Оровчанов, а по-късно в 15 щипска дружина. Участва и в Междусъюзническата война.
След войната се включва в подновената съпротина на ВМОРО срещу новата сръбска окупация на Вардарска Македония. Загива заедно с Георги Васев край Орашец през август 1913 година в сражение със сръбска потеря. Телата им са отнесени и погребани в Куманово.